# Мартынов, Павел Александрович
Павел Александрович Мартынов  (1815—1900) — российский государственный и общественный деятель. Действительный тайный советник (1879).

## Биография
В службе и классном чине с 1837 года. В 1857 году  произведён в действительные статские советники, с назначением вице-директором Департамента общих дел Министерства внутренних дел.
В 1863 году произведён в тайные советники. С 1865 по 1893 годы член Совета министра внутренних дел, член Совета Главного управления по делам печати и член Санкт-Петербургского Попечительского совета заведений общественного призрения. В 1879 году произведён в действительные тайные советники.
С 1893 года почётный опекун Опекунского совета Учреждений императрицы Марии Фёдоровны  и член Санкт-Петербургского Английского собрания.
Был награждён всеми российскими орденами вплоть до ордена Святого Александра Невского с бриллиантовыми знаками, пожалованного ему 21 апреля 1891 года.